# Ritterella glareosa
Ritterella glareosa is een zakpijpensoort uit de familie van de Ritterellidae. De wetenschappelijke naam van de soort is voor het eerst geldig gepubliceerd in 1974 door Monniot F..